# Unterlunkhofen
Unterlunkhofen est une commune suisse du canton d'Argovie, située dans le district de Bremgarten.

## Monuments et curiosités
- Au lieu-dit Bärhau à l'est du village se trouve un ensemble de tumuli du Hallstatt. Divers objets découverts au cours de fouilles sont conservés au Musée national suisse[3].